# Киба
Ки́ба — река в Шимском и Батецком районе Новгородской области, левый приток Мшаги. Длина — 25 км, площадь водосборного бассейна — 234 км².

## История
Ганзейские документы XV века неоднократно упоминают о Лужском пути, который связывал древний Новгород с Финским заливом по маршруту Волхов — Ильмень — Шелонь — Мшага — Киба — волок до реки Луга и далее по Луге в Финский залив.
Лужский путь являлся важнейшей транспортной артерией. Им пользовались в случае, если традиционный путь Волхов — Ладога — Нева — Финский залив был по каким-то причинам блокирован.

## Описание
Исток Кибы находится в болотистой местности в районе деревни Уномерь Батецкого района. Слева впадает в реку Мшага в 26 км от устья, в районе деревни Закибье. Принадлежит бассейну Балтийского моря.
На берегу Кибы находятся деревни Уномерь, Клевенец, Малые Угороды, Большие Угороды, Закибье.
Основные притоки: ручьи Тараскин, Межник, Опеченский — все левые. Крупнейший приток — река Уномерка.